# جون ديفيد كارسون
جون ديفيد كارسون (بالإنجليزية: John David Carson)‏ مواليد 6 مارس 1952 في لوس أنجلوس - الوفاة 27 أكتوبر 2009 في لاس فيغاس، الولايات المتحدة، هو ممثل أمريكي بدأ مسيرته الفنية سنة 1966. من أعماله فالكون كريست ومسلسل ملائكة تشارلي.

## روابط خارجية
- جون ديفيد كارسون على موقع IMDb (الإنجليزية)
- جون ديفيد كارسون على موقع قاعدة بيانات الفيلم (الإنجليزية)